# Barahúnda
Barahúnda är en ort i Mexiko.   Den ligger i kommunen Tierra Blanca och delstaten Veracruz, i den sydöstra delen av landet, 300 km öster om huvudstaden Mexico City. Barahúnda ligger 21 meter över havet och antalet invånare är 657.
Terrängen runt Barahúnda är mycket platt, och sluttar österut. Runt Barahúnda är det ganska tätbefolkat, med 75 invånare per kvadratkilometer. Trakten runt Barahúnda består till största delen av jordbruksmark.